# اعتصام جك
بدأ اعتصام جك في 31 مايو 2010م، حين قررت مجموعة مناضلين كانوا قد شاركوا أو دعوا بعضهم لاعتصامات في المنطقة منذ انطلاق انتفاضة الأقصى عام 2000 أن لا يظلوا في إطار ردة الفعل العاطفية المعهودة بعد مجزرة «مافي مرمرة» وأن يحولوا الاحتجاج ضد وجود السفارة الصهيونية في عمان ومعاهدة وادي عربة إلى اعتصام دائم تحت مسمى اعتصام «جك».

## أصل المسمى
«جك» هو اختصار لكلمتي جماعة أو جامع الكالوتي، والكالوتي أو جامع الكالوتي هو المسجد القريب من السفارة الإسرائيلية في منطقة الرابية في عماّن العاصمة. فصار اسم جماعة الكالوتي يطلق على كل من يشارك دورياً في الاعتصام الأسبوعي على رصيف جامع الكالوتي. أطلق الناشطون هذا الاسم على أنفسهم اختصاراً لجماعة الكالوتي بعد أن سمعوه من جهات أمنية كانت تطلقه على المترددين على الاعتصامات عامة في ساحة مسجد الكالوتي «جماعة الكالوتي وصلوا!». ويعقد الاعتصام على رصيف مسجد الكالوتي على بعد مئات الأمتار أو أكثر من مبنى السفارة الصهيونية لأن تجاوزها يؤدي لصدامٍ مباشر مع القوى الأمنية. منذ البداية قدمت جمعية مناهضة الصهيونية والعنصرية في عمان، وهي جمعية مرخصة، دعماً قانونياً وفيزيائياً لجماعة الكالوتي، خصوصاً أن كثيراً منهم عضوٌ فيها.

## أطول اعتصام
بدأ الاعتصام يومياً ووصل إلى ما يقارب ثماني أو تسع مرات ثم قررت (جك) تحويله إلى اعتصامٍ أسبوعي، بدأ منذ التاسع أو العاشر من حزيران عام 2010 ولا زال مستمراً كل يوم خميس. أصبح الاعتصام هو الأطول في تاريخ الأردن ومن الأطول في الوطن العربي والعالم المعاصر. وهو اعتصام مستمر لم ينقطع ولا مرة واحدة رغم العواصف الثلجية وموجات الحر والقيظ الشديد والرياح الخمسينية.

## عدد المشاركين
شهد صعوداً وهبوطاً في عدد المشاركين فتباينوا بين عشرات ومئات، ويشارك فيه نساء ورجال وأطفال. وكان للربيع العربي دورٌ في خسف عدد المشاركين في الاعتصام بسبب الصراعات الداخلية. ومما أجج هذه الصراعات أيضا عدوان الناتو على ليبيا وموقف الأغلبية المناهضة له، وازداد الأمر سوءاً بعد تصاعد الأزمة في سورية، فعزموا على الاستمرار ولو ببضعة أشخاص. وكان ردنا هو الانفتاح ودعوة أي حزب أو جمعية أردنية ترغب بتبني الاعتصام، وإلقاء كلمته الختامية، ورفع شعاراتها ويافطاتها فيه، أن تنسق مع إدارة الاعتصام لترتيب ذلك، وقد تجاوبت أحزاب وقوى يسارية وقومية بضع مرات مع تلك الدعوة مشكورة، وكان لمشاركتها تلك أثرٌ إيجابي في تعزيز الاعتصام وتقويته بلا شك. 
في شهر أيلول عام 2015، استلمت (جك)، إخطاراً رسميا من وزيرة الثقافة موجه إلى جمعية مناهضة الصهيونية، المرخصة لدى وزارة الثقافة، تبلغ فيها الجمعية أن اعتصام (جك)، هو اعتصام غير قانوني وغير مرخص، وذلك بعد خمس سنوات ونصف على انطلاقته، مع أن (جك) كان منضبطا ولم تحدث فيه مشكلة واحدة على مدى السنوات. ثم بدأت الاستدعاءات الأمنية للمشاركين فيه، تلاها اعتقالات وتفتيش للمنازل ومضايقات ثم محاولات فض (جك) بالقوةً. ضُرب المشاركون والمشاركات فيه، ثم شُيد سياجٌ في ساحة الكالوتي لمنعه ومنع أي اعتصام آخر فيها. وتم اعتقال 12 من المشاركين فيه يوم الخميس 7/1/2016 من بينهم رئيس جميعة مناهضة الصهيونية والعنصرية الدكتور إبراهيم علوش الذي قاد الاعتصام واستمر فيه منذ بداياته.

## هدف الاعتصام
صار هدف الاعتصام الأول تحويل وجود السفارة الإسرائيلية في الرابية إلى قضية رأي عام والتذكير بمعاهدة وادي عربة واستحقاقاتها. تعرض الناشطون لجو من التشكيك في جدوى الاعتصام وأهميته، وقد تعرضوا لتضييق واستدعاءات أمنية توقفت بعد بدء «الربيع العربي» ثم عاد بقوة بعد انتهاء الربيع العربي واستقرار الأوضاع في الداخل.